# Acarologie

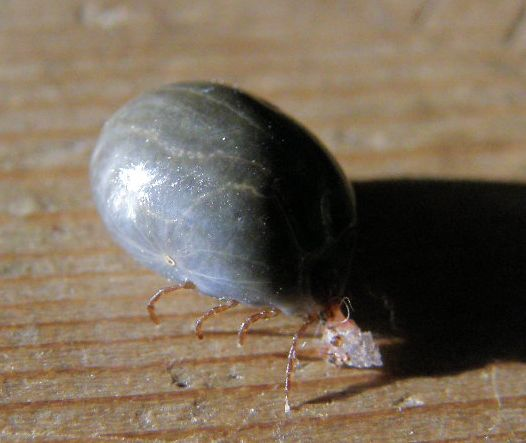
Les Acari sont identifiés en acarologie comme un taxon d'arachnides contenant des acariens et des tiques. C'est un exemple de quelque chose qu'un acarologue étudierait.

L'acarologie (du grec ἀκαρί / ἄκαρι, akari, un type d'acarien; et -λογία, -logia) est l'étude des acariens et des tiques, animaux de l'ordre des Acarina. C'est un sous-domaine de l'arachnologie, une sous-discipline du domaine de la zoologie. Un zoologiste spécialisé en acarologie est appelé acarologue. Les acarologues peuvent également être des parasitologues, car de nombreux membres d'Acarina sont des parasites. De nombreux acarologues étudient dans le monde à la fois professionnellement et en tant qu'amateurs. La discipline est une science en développement et des recherches très attendues ont été fournies dans une histoire plus récente.

## Organisations Acarologiques
- Laboratoire d'acarologie médicale , Académie des sciences de la République tchèque
- Laboratoire de recherche sur les tiques[3] , Université de Rhode Island
- Laboratoire de recherche sur les tiques[4] à l' Université Texas A&M

### Sociétés Acarologiques
- Congrès international d'acarologie
- Société Internationale des Acarologues de Langue Française
- Société d'acarologie systématique et appliquée

- Société d'acarologie d'Amérique
- Société acarologique d'Iran
- Société acarologique du Japon
- Association africaine d'acarologie
- Société égyptienne d'acarologie
- Association européenne des acarologues

## Acarologues notables
- Harry Hoogstraal
- Alfred Nalepa
- Pat Nuttall
- Ronald Vernon Southcott
- Jane Brotherton Walker
- Donald Alister Griffiths

## Revues
Les principales revues scientifiques d'acarologie comprennent:
- Acarologia
- Acarologie
- Acarines
- Acarologie expérimentale et appliquée
- Journal international d'acarologie
- Acarologie systématique et appliquée
- Tiques et maladies transmises par les tiques
- Journal persan d'acarologie